# The World Ruler
The World Ruler è il quarto album in studio del gruppo musicale giapponese Nightmare, pubblicato il 27 febbraio 2007.
In questo lavoro la band sperimenta l'electronica, l'ambient e l'utilizzo dell'ottone dal vivo.
Tre diverse versioni di questo album vennero distribuite: una con il CD, una versione CD+DVD e un bonus pack di CD, DVD e album fotografico.
L'album raggiunse la 6ª posizione nella classifica Oricon.
Le canzoni "the WORLD" e "Alumina" sono state utilizzate rispettivamente come sigla di apertura e chiusura dell'anime Death Note.

## Tracce
1. BOYS BE SUSPICIOUS – 4:03
2. PHANTOM – 1:33
3. the WORLD – 3:48
4. Criminal Baby – 3:34
5. Alice – 4:15
6. Crevasse – 4:55
7. 18 Sai – 3:28
8. Black Sick Spider – 3:32
9. Gianizm Shichi – 5:06
10. The FOOL – 0:47
11. Alumina – 5:05
12. Morpho – 5:51
13. Lulu – 5:29

## Singoli
- the WORLD / Alumina

Pubblicato: 18 ottobre 2006
Posizione nella classifica Oricon: 5